# Reprezentacja Azerbejdżanu w piłce siatkowej mężczyzn
Reprezentacja Azerbejdżanu w piłce siatkowej mężczyzn to narodowa reprezentacja tego kraju, reprezentująca go na arenie międzynarodowej. Na razie nie wystąpiła w żadnym turnieju głównym.